# Eileen Ward Petersen
Eileen Ward Petersen (Copenaghen, 15 luglio 1937) è una nuotatrice danese.
Specializzata nella rana, ha partecipato ai Giochi di Helsinki 1952, gareggiando nei 200m rana.
È la sorella dell'anch'essa nuotatrice olimpica Ethel Ward Petersen.